# Gmina Dygowo
Gmina Dygowo là một gmina nông thôn (khu hành chính) ở hạt Kołobrzeg, West Pomeranian Voivodeship, ở phía tây bắc Ba Lan. Chỗ ngồi của nó là làng Dygowo, nằm khoảng 11 kilômét (7 mi) về phía đông của Kołobrzeg và 110 km (68 mi) về phía đông bắc của thủ đô khu vực Szczecin.
Gmina có diện tích 128,57 kilômét vuông (49,6 dặm vuông Anh) và tính đến năm 2006, tổng dân số là 5.605 người.

## Làng
Gmina Dygowo chứa các làng và các khu định cư của Bardy, Czernin, Dębogard, Dygowo, Gąskowo, Jażdże, Jazy, Kłopotowo, Lisia Góra, Łykowo, Miechęcino, Piotrowice, Połomino, Pustary, Pyszka, Skoczow, Stojkowo, Stramniczka, Świelubie, Włościbórz và Wrzosowo.

## Gminas lân cận
Gmina Dygowo được bao quanh bởi các gminas của Będzino, Gościno, Karlino, Kołobrzeg và Ustronie Morskie.